# Anja Walter
Anja Walter (* 1968) ist eine deutsche Pflege- und Erwachsenenpädagogin. Sie ist Mitglied der Fachkommission nach dem Pflegeberufegesetz und lehrt als Professorin für Gesundheit und Pflege und Berufliche Didaktik an der Technischen Universität Dresden.

## Werdegang
Walter studierte von 1992 bis 1998 Pflegewissenschaft, Erziehungswissenschaften und Sozialwissenschaften an der Humboldt-Universität zu Berlin. Von 2002 bis 2006 absolvierte sie ein Promotionsstudium der Erziehungswissenschaft und der Erwachsenenpädagogik an der Humboldt-Universität. Im Jahr 2007 promovierte sie sich zum Thema „Das komplexe Wirkgefüge von Lernen und Lehren beruflichen Pflegehandelns – empirische pflegedidaktische Begriffs- und Theoriebildung“ bei Wiltrud Gieseke.
Von 2011 bis 2015 war Walter Professorin für Medizinpädagogik an der Medical School Berlin, dann wechselte sie als Professorin für Pflegewissenschaft und Pflegedidaktik an die Fakultät für Ingenieurwissenschaften und Informatik an die Brandenburgische Technische Universität Cottbus-Senftenberg. Die Hochschule hatte im Jahr 2013 die beiden Standorte Cottbus und Senftenberg fusioniert und als Reaktion auf den bildungspolitischen Kurs der rot-roten Landesregierung reagiert, indem ein Schwerpunkt auf die Gesundheitswissenschaften gelegt wurde. Am Standort Senftenberg war Walter für das Fachgebiet Pflegedidaktik zuständig und leitete den Bachelorstudiengang Berufspädagogik für Gesundheitsberufe. Als Prodekanin war sie ab 2016 am Aufbau des dortigen Instituts für Gesundheit beteiligt und begleitete die Einrichtung und die Akkreditierung der gesundheitsbezogenen Studiengänge.
Im März 2021 wurde Walter zur Professorin an der Technischen Universität Dresden ernannt. Ihre Nachfolgerin an der TU Cottbus-Senftenberg wurde Bettina Glunde. Walter ihrerseits folgte der Pflegewissenschaftlerin Roswitha Ertl-Schmuck auf dem Lehrstuhl für Gesundheit und Pflege und Pflegedidaktik. Mit Ertl-Schmuck hatte Walter auch in der Fachkommission nach dem Pflegeberufegesetz zusammengearbeitet.

### Positionen
Walter kritisiert die Reduzierung der Betroffenen, die sich in einer Pflegesituation befinden, auf ihre Erkrankung. Hierzu trägt ihrer Ansicht nach insbesondere die Fokussierung der Pflegenden auf das Auffinden, das Erkennen und das Behandeln von Symptomen bei. Hierfür macht sie unter anderem die sogenannte Medizinlogik verantwortlich – bereits in ihrer Ausbildung wird Pflegekräften von Medizinern beigebracht, sich auf die Logik medizinischer Diagnosen zu konzentrieren. Dadurch fällt es den Pflegenden im späteren Berufsalltag schwerer, einen Blick für die Pflegebedürfnisse der Patienten zu entwickeln. Dies führt in der Praxis dazu, dass Patienten von den Pflegenden, die gemäß der Medizinlogik denken und handeln, als Symptom- und Informationsträger angesehen werden.

## Engagement
Walter ist Mitglied verschiedener wissenschaftlicher Gremien und Fachgesellschaften.
Sie trat im Jahr 1996 der Deutschen Gesellschaft für Pflegewissenschaft bei und war Mitbegründerin der „Sektion Bildung“, deren Sprecherin sie von September 2012 bis Oktober 2016 war. Seit 2014 ist sie Mitglied der Deutschen Gesellschaft für Erziehungswissenschaft und gehört zum wissenschaftlichen Beirat der Fachzeitschrift Pädagogik der Gesundheitsberufe.

### Fachkommission nach dem Pflegeberufegesetz
Walter wurde im Jahr 2018 in die Fachkommission nach dem Pflegeberufegesetz berufen. Dieses unabhängige Expertengremium entwickelt im Auftrag des Bundesministeriums für Gesundheit und des Bundesministeriums für Familie, Senioren, Frauen und Jugend Lehr- und Ausbildungspläne für Auszubildende in den Pflegeberufen. Durch die Etablierung der Lehrpläne und weiteren Ausarbeitungen der Fachkommission änderte sich die Pflegeausbildung von einer dreigliedrigen zu einer generalistischen Ausbildung, in der zudem akademische Inhalte verstärkt unterrichtet, und auf die Lehrinhalte und Beiträge aus dem praktischen medizinischen Berich zugunsten qualifizierteren pflegepädagogischen Unterrichts verzichtet wurde. Diese umfassenden Änderungen, die eine Neugestaltung der pflegerischen Ausbildung für das Berufsbild und Arbeitsfeld der Pflege mit sich brachten, wertete Walter als „kleine Revolution“, die zu einer Veränderung der Wahrnehmung des Berufes führen sollte. Im November 2024 wurde die Fachkommission nach dem Pflegeberufegesetz neu besetzt. Walter wurde erneut in die Fachkommission berufen. Auch diese zweite Fachkommission ist für fünf Jahre eingesetzt.

## Publikationen
- mit Frauke Paschko und Christine Schulze-Kruschke: Pflegiothek. Für die Aus-, Fort- und Weiterbildung. Praxisanleitung in der Pflegeausbildung, Cornelsen Verlag (2011), ISBN 978 3064551756
- mit Stefan Burba, Heidrun Herzberg und Andrea Westphal: Pflegias. Generalistische Pflegeausbildung. Kompetenzbereiche I-V. Kompetenzklarten, Cornelsen Verlag (2021) ISBN 978-3064523449
- Walter, Anja (2023): Resümee zur Ringvorlesung. Quo vadis Pflegedidaktik und Pflegelehrerbildung? In: von Gahlen-Hoops, Wolfgang & Genz, Katharina (Hrsg.) (2023): Pflegedidaktik im Überblick. Zwischen Transformation und Diffusion. transcript: Bielefeld. S. 141 f. Digitalisat

Mitarbeit in
- Werner Michel, Holger Seidel (hrsg.): Handbuch Erlebnispädagogik, Reinhardt (2021), ISBN 978 3497030873
- mit Heidrun Herzberg: Zur Professionalität von Lehrenden in den Gesundheitsfachberufen in Ingrid Darmann-Finck, Karl-Heinz Sahmel (hrsg.): Pädagogik im Gesundheitswesen, Springer Verlag (2021)
- mit D. Dütthorn: Der Fachqualifikationsrahmen Pflegedidaktik und seine Bedeutung im Hinblick auf das neue Pflegeberufegesetz in J. Hänel, S. Altmeppen (hrsg.): Subjekt – Pflege – Bildung – Diskurslinien der pflegedidaktischen Arbeit von Roswitha Ertl-Schmuck, Juventa Verlag

## Video-Podcast
- Pflege-Bildung. Ein Video-Podcast rund um das Lernen im Pflegeberuf. Episode 34: Netzwerk Pflegeausbildung. Roland Brühe im Gespräch mit Anja Walter. Veröffentlicht am 6. Mai 2022. Digitalisat
- Pflege-Bildung. Ein Video-Podcast rund um das Lernen im Pflegeberuf. Episode 73: Jahresrückblick 2023. Roland Brühe im Gespräch mit Anja Walter. Veröffentlicht am 29. Dezember 2023. Dauer 56:12 Min. Digitalisat